# Dinica aspirans
Dinica aspirans är en fjärilsart som beskrevs av Edward Meyrick 1920. Dinica aspirans ingår i släktet Dinica och familjen äkta malar.
Artens utbredningsområde är Kenya. Inga underarter finns listade i Catalogue of Life.